# Dracula diabola
Dracula diabola là một loài lan that only grows in a single valley in Colombia. Its species name, Diabola, comes from the Latin word for devil.

## Hình ảnh

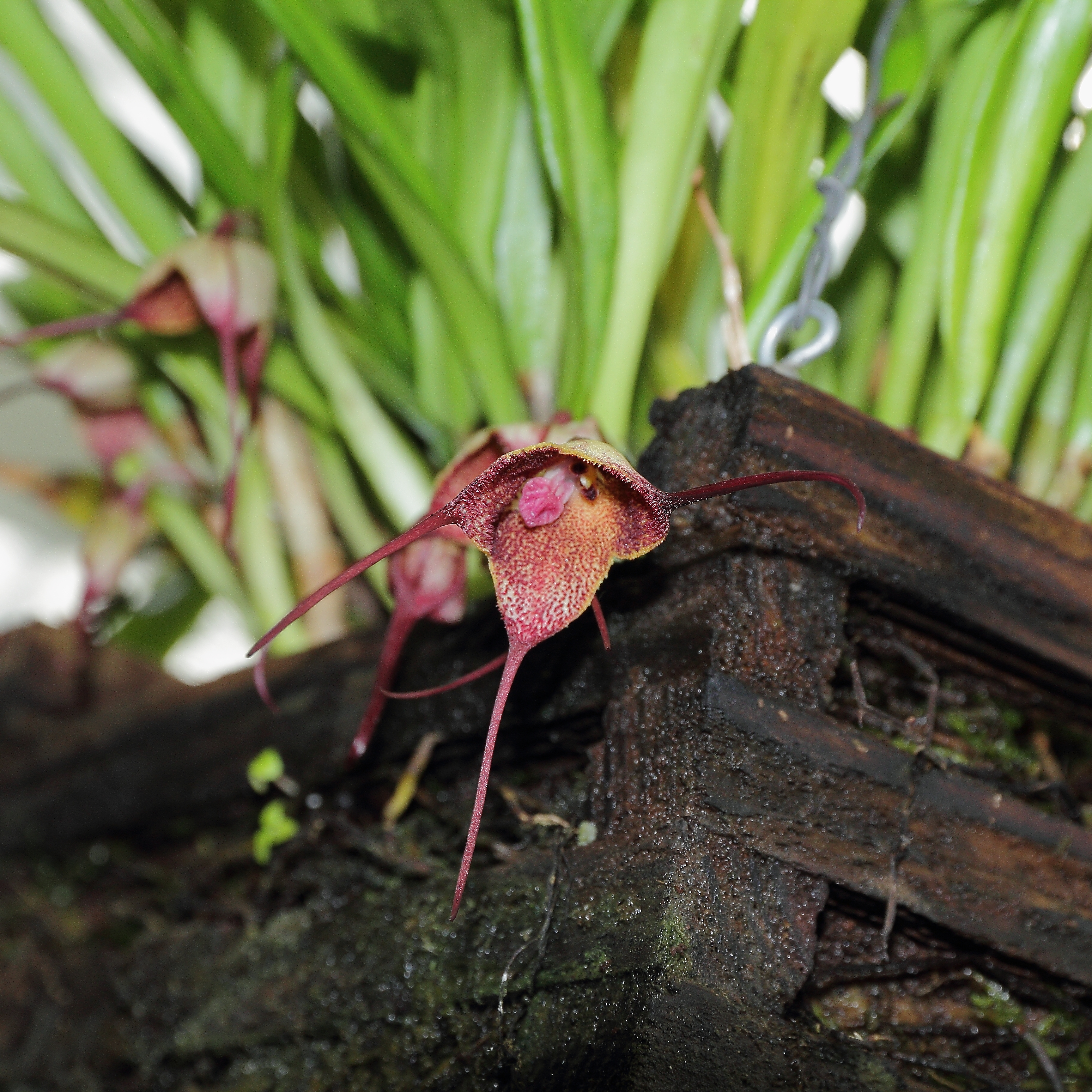